# San Pedro de Lóvago
San Pedro de Lóvago è un comune del Nicaragua facente parte del dipartimento di Chontales.